# سام موسكوفيتش
سام موسكوفيتش (بالإنجليزية: Sam Moskowitz)‏ (30 يونيو 1920، نيوآرك في الولايات المتحدة - 15 أبريل 1997، نيوآرك في الولايات المتحدة)؛ صحفي، كاتب وروائي أمريكي.